# خط عرض 55° جنوب
خط عرض 55° جنوب هي إحدى دوائر العرض الجغرافية، وهي دوائر وهمية تحيط بالكرة الأرضية، وموازية لخط الاستواء، وتتميز هذه الدائرة بأن الأراضي الواقعة عليها تنتمي للمنطقة المعتدلة الباردة.

## حول العالم
خط عرض 55° جنوب يبدأ من خط الزوال الأولي ويتجه شرقا ويمر عبر:
| الإحداثيات                          | البلد أو الإقليم أو البحر | ملاحظات |
| ----------------------------------- | ------------------------- | --- |
| 55°0′S 0°0′E / 55.000°S 0.000°E     | المحيط الأطلسي            | |
| 55°0′S 20°0′E / 55.000°S 20.000°E   | المحيط الهندي             | |
| 55°0′S 147°0′E / 55.000°S 147.000°E | المحيط الهادئ             | مرورا بجنوب جزيرة ماكواري, أستراليا · مرورا بشمال Bishop و Clerk Islets, أستراليا                                                          |
| 55°0′S 71°14′W / 55.000°S 71.233°W  | تشيلي                     | جزر Gilbert، Londonderry، London، Thompson، Gordon، Hoste، جزيرة نافارينو وPicton                                                          |
| 55°0′S 67°0′W / 55.000°S 67.000°W   | قناة بيغل                 | |
| 55°0′S 66°42′W / 55.000°S 66.700°W  | الأرجنتين                 | الجزيرة الكبرى لأرض النار |
| 55°0′S 66°23′W / 55.000°S 66.383°W  | المحيط الأطلسي            | مرورا بجنوب جزيرة الدول, الأرجنتين · مرورا بجنوب the جزيرة جزيرة جورجيا الجنوبية, جورجيا الجنوبية وجزر ساندويتش الجنوبية (تملكه الأرجنتين) |